# Lådmakare
Lådmakare eller lavettmakare kallades förr de snickare som tillverkade lavetter (underreden för kanoner), och som arbetade som hantverkare åt artilleriet. Beteckningen användes bland annat under karolinertiden.